# Oxysternon conspicillatum
Oxysternon conspicillatum är en skalbaggsart som beskrevs av Weber 1801. Oxysternon conspicillatum ingår i släktet Oxysternon och familjen bladhorningar. Inga underarter finns listade i Catalogue of Life.

## Bildgalleri

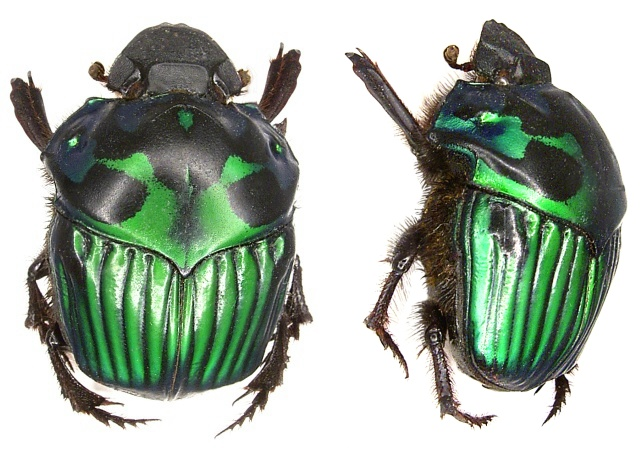
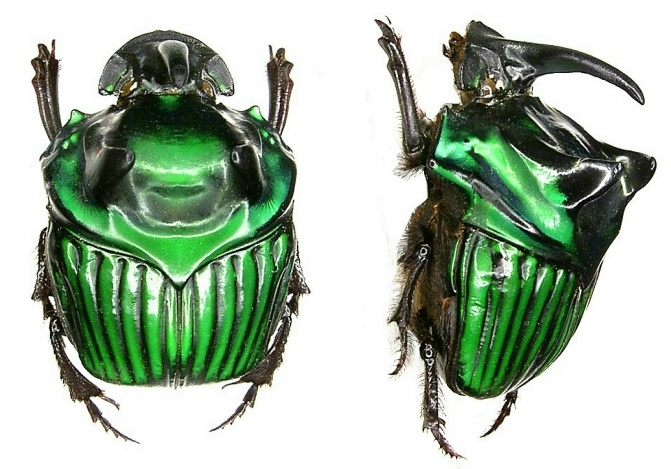
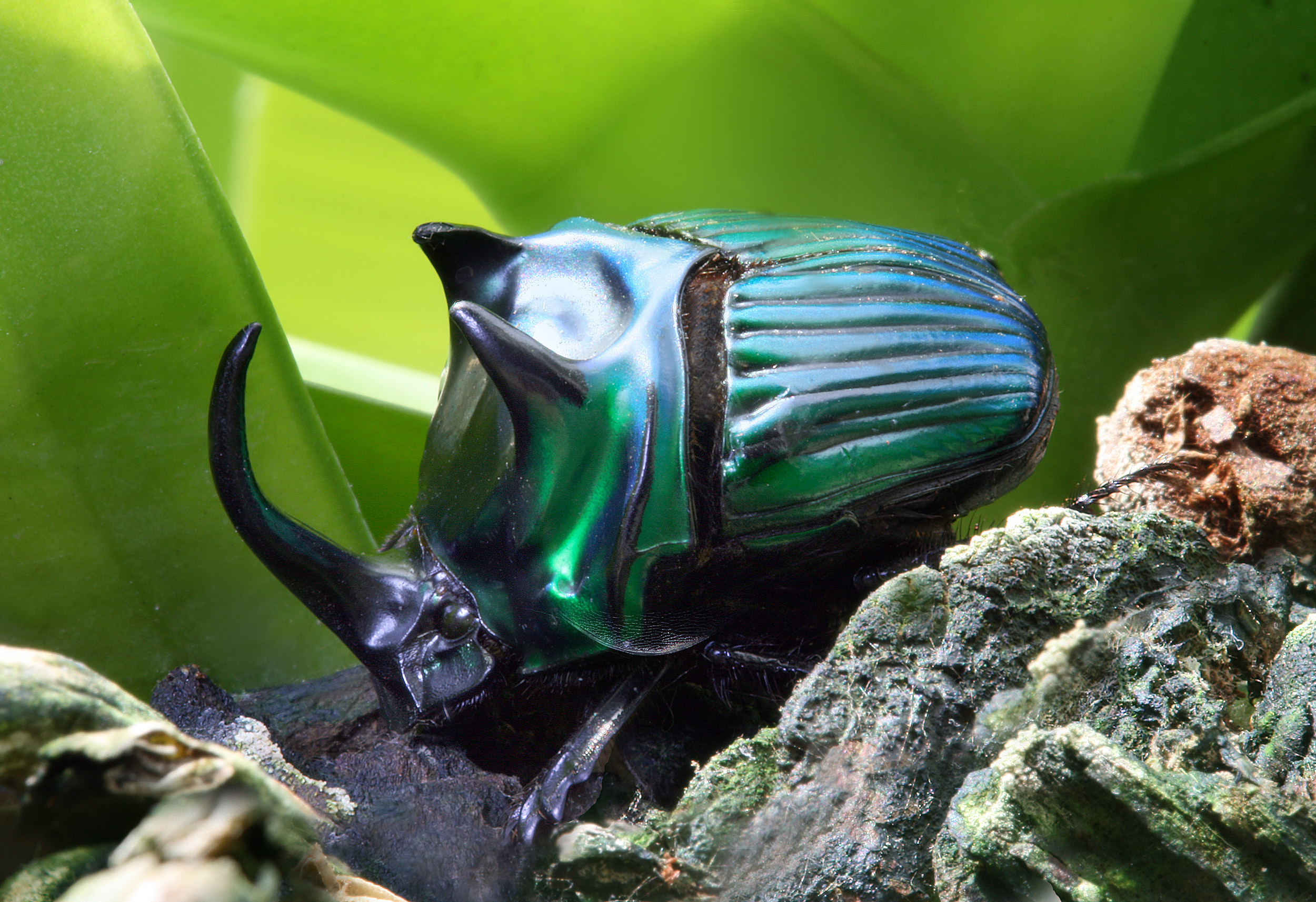
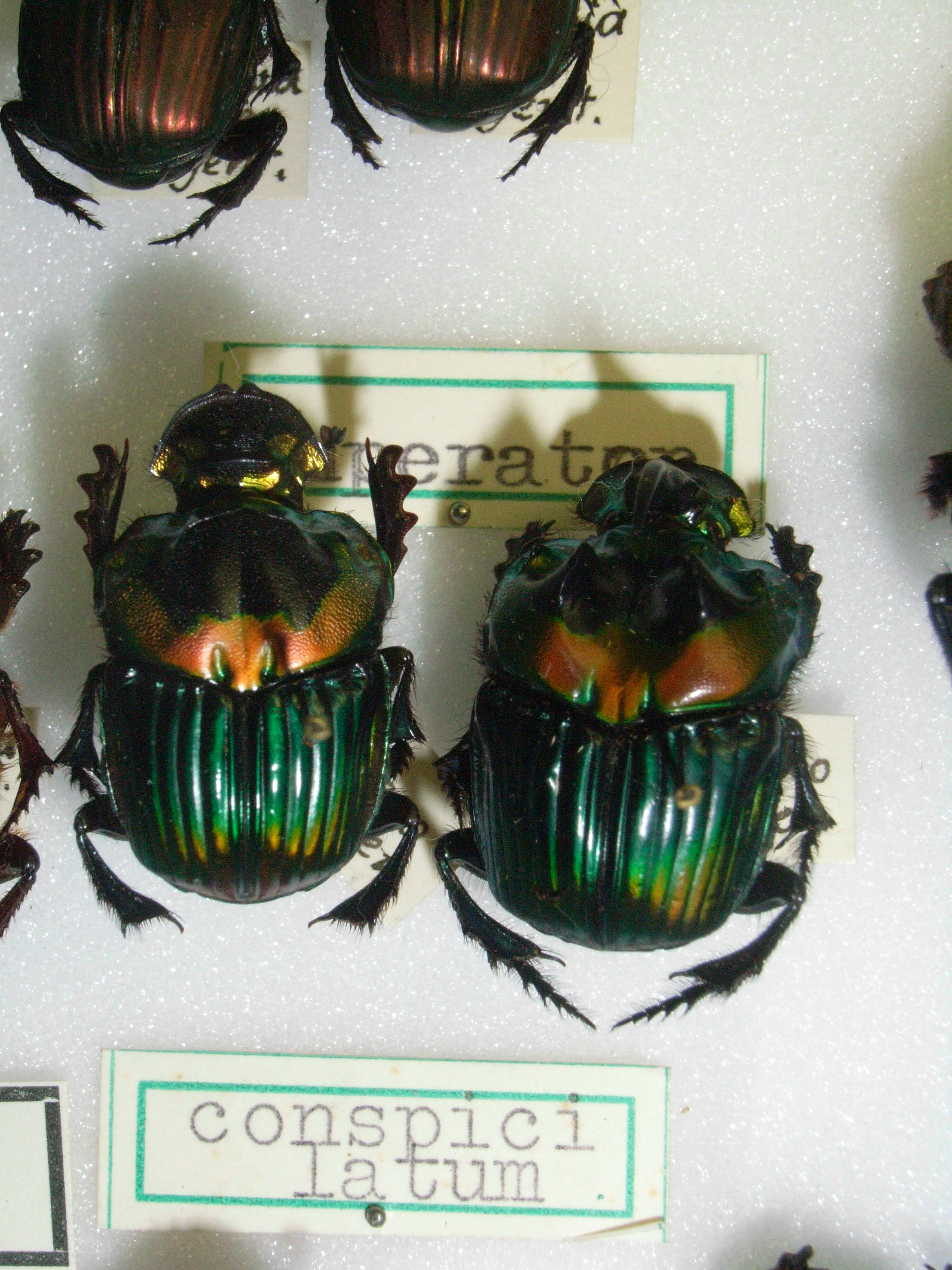